# Usina Hidrelétrica de Sobradinho
A Usina Hidrelétrica de Sobradinho está localizada nos municípios de Sobradinho e Casa Nova, estado da Bahia, a 40 quilômetros das cidades de Juazeiro (Bahia) e Petrolina (Pernambuco) e distante, aproximadamente 470 quilômetros do complexo hidroenergético de Paulo Afonso. A usina tem uma potência instalada de 1,05 milhão de quiloWatts (ou 1 050 megawatts) e conta com 6 máquinas geradoras. A Usina está posicionada no rio São Francisco a 748 km de sua foz, possuindo, além da função de geração de energia elétrica, a de principal fonte de regularização dos recursos hídricos da região.

## Projeto
O aproveitamento Hidrelétrico de Sobradinho está instalado no grande Rio São Francisco, principal rio da região nordestina, com área de drenagem de 498.968 km², bacia hidrográfica da ordem de 630.000 km², com extensão de 3.200 km, desde sua nascente na Serra da Canastra em Minas Gerais, até sua foz em Piaçabuçu (Alagoas) e Brejo Grande (Sergipe).

## Barragem

Mapa da Barragem de Sobradinho.

O reservatório de Sobradinho tem cerca de 320 quilômetros de extensão, com uma superfície de espelho d’água de 4 214 quilômetros quadrados e uma capacidade de armazenamento de 34,1 bilhões de metros cúbicos em sua cota nominal de 392,50 metros, constituindo-se no décimo maior lago artificial do mundo em espelho d'água e o maior do Brasil. Garante, assim, através de uma depleção de até doze metros, juntamente com o reservatório da Usina Hidrelétrica de Três Marias, em Três Marias, Minas Gerais, uma vazão regularizada de 2.060 m³/s nos períodos de estiagem, permitindo a operação de todas as usinas da CHESF situadas ao longo do Rio São Francisco.
Compreendem o represamento de Sobradinho as seguintes estruturas:
- Barragem de terra zoneada com 12.000.000 de metros cúbicos de maciço, altura máxima de 41 m e comprimento total de 5,6 km.
- Casa de força com 6 unidades geradoras acionadas por turbinas Kaplan com potência unitária de 175 mil quilo-Watts, totalizando 1,05 mil quilo-Watts.
- Vertedouro de superfície e descarregador de fundo dimensionados para extravasar a cheia de teste de segurança da obra.
- Tomada d’água com capacidade de até 25 metros cúbicos por segundo para alimentação de projetos de irrigação da região.

## Eclusa
Incorpora-se a esse aproveitamento uma eclusa de propriedade da Companhia das Docas do Estado da Bahia (CODEBA), cuja câmara tem 120 m de comprimento por 17 de largura, permitindo às embarcações vencerem o desnível de 32,5 metros criados pela barragem, garantido assim a continuidade da tradicional navegação entre o trecho do Rio São Francisco compreendido entre as cidades de Pirapora (MG) e Juazeiro (BA) - Petrolina (PE).
Após mais de dois anos fechada a eclusa voltou a operar em março de 2021, sob responsabilidade do DNIT. Todo o sistema ainda passou por um amplo processo de revisão e manutenção, que incluiu as comportas de enchimento e esvaziamento, sistema da iluminação, poços de drenagem e esgotamento, portas da eclusa, entre outros.

## Linha de transmissão
A energia gerada é transmitida por uma subestação elevadora com 09 transformadores monofásicos de 133,3 MVA cada um, que elevam a tensão de 13,8 kV para 500 kV.
A partir daí a conexão com o sistema de transmissão da CHESF é efetuada através da subestação seccionadora de Sobradinho 500/230 kV.

## Estatísticas

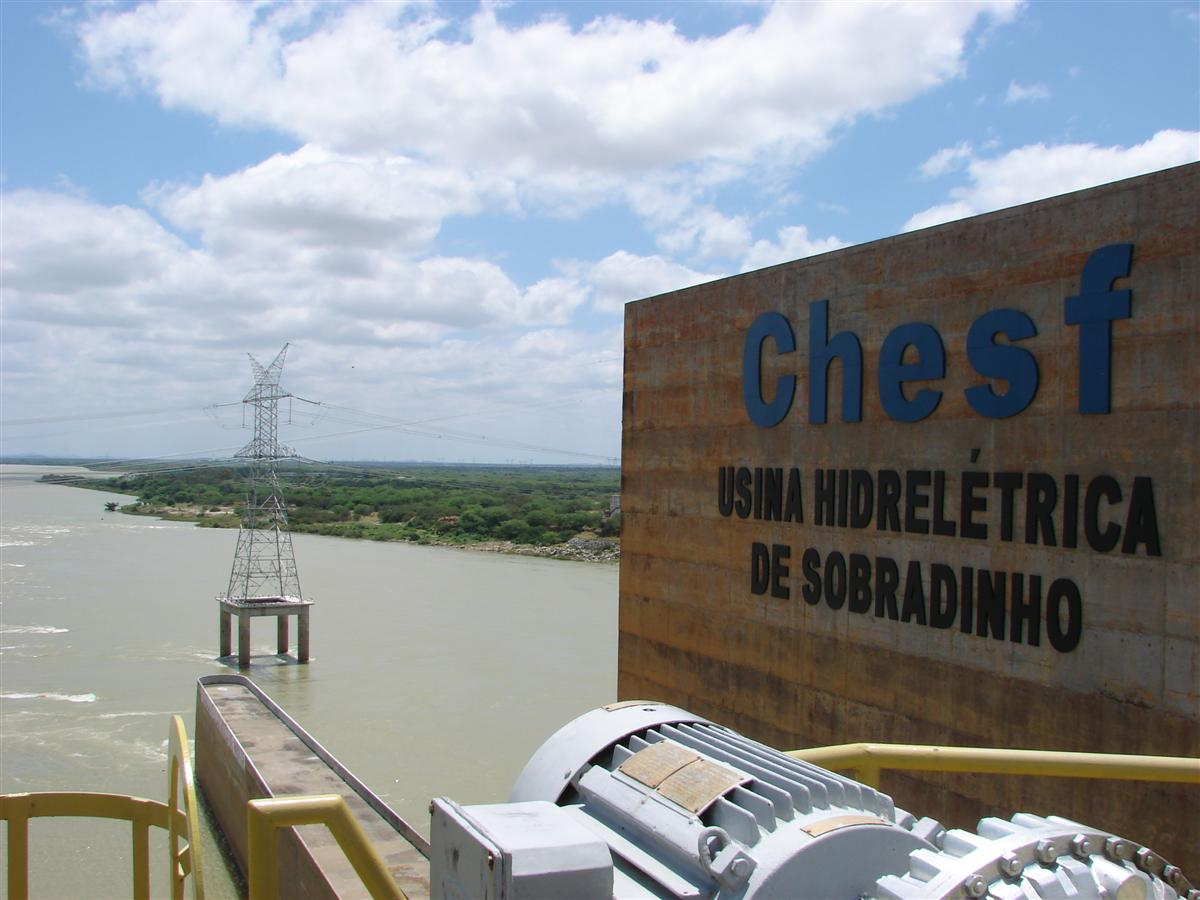
Barragem de Sobradinho.

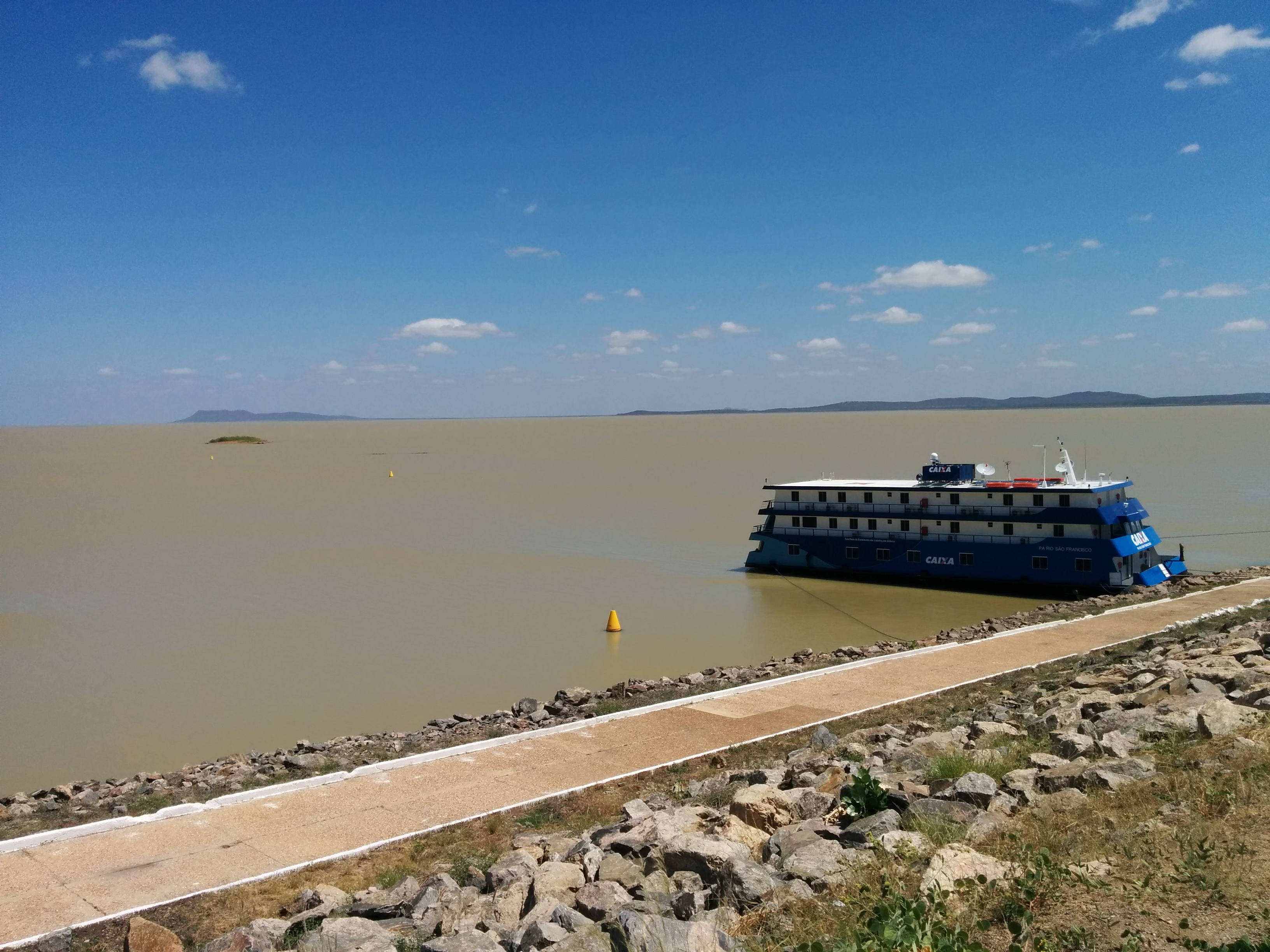
Barco sobre Barragem de Sobradinho.

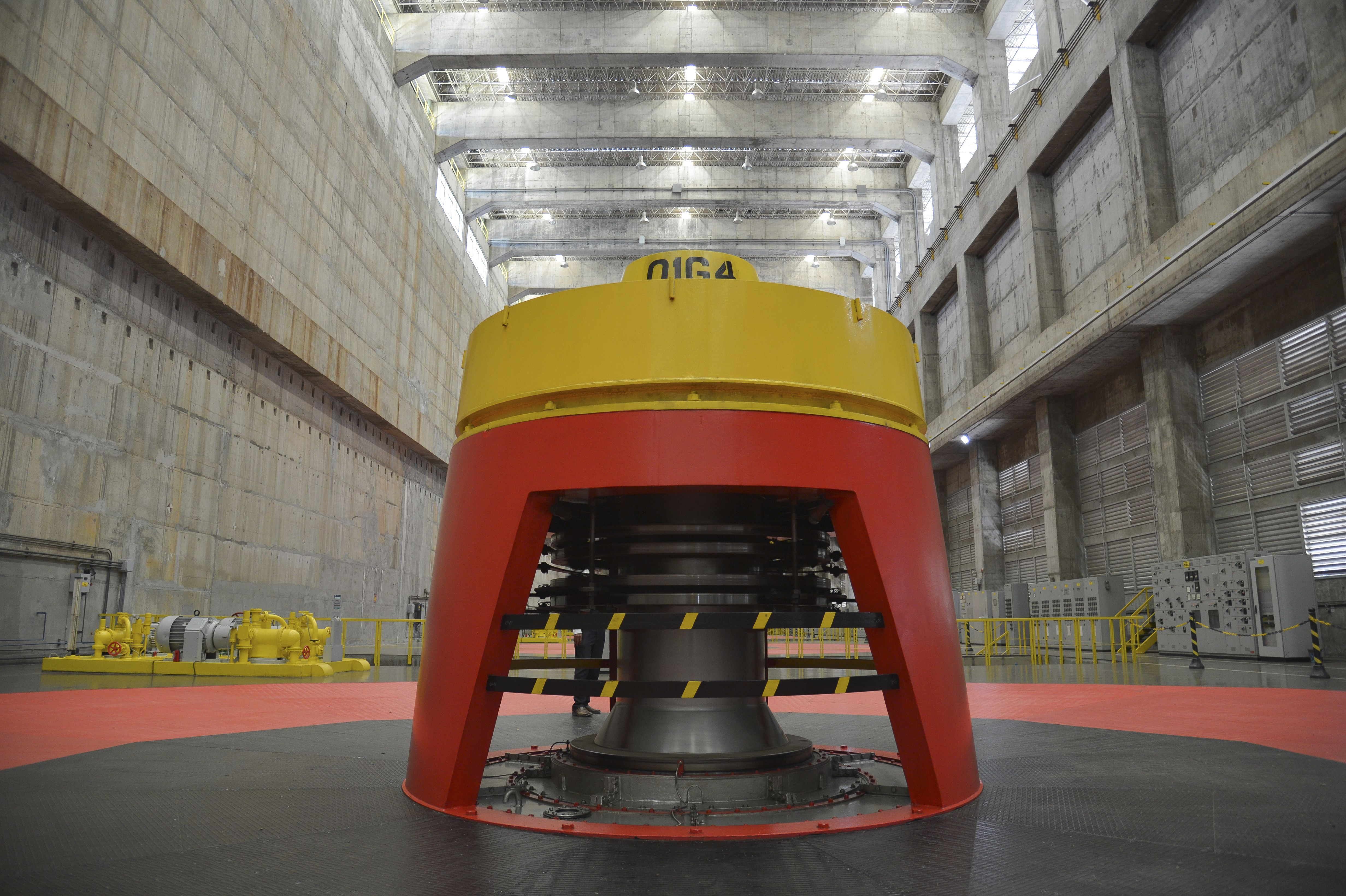
Interior da Hidrelétrica.

- Usina

| Proprietário                 | CHESF                |
| Projetista                   | Hidroservice         |
| Construtora                  | Servix Engenharia    |
| Início das obras             | Junho de 1973        |
| Início da operação           | Novembro de 1979     |
| Rio                          | São Francisco        |
| Longitude                    | 40° 50’ Oeste        |
| Latitude                     | 9° 35’ Sul           |
| Distância da foz             | 747,80 km            |
| Município                    | Sobradinho - BA      |
| Tipo de construção           | Externa              |
| Potência instalada           | 1.050.300 kW (6 UGs) |
| Comprimento da Casa de Força | 250,00 m             |
| Altura da Casa de Força      | 32,00 m              |
| Largura da Casa de Força     | 27,00 m              |

- Início de Operação

| Gerador 01G1 | 3 de Março de 1982    |
| Gerador 01G2 | 27 de Outubro de 1981 |
| Gerador 01G3 | 29 de Abril de 1981   |
| Gerador 01G4 | 6 de Dezembro de 1980 |
| Gerador 01G5 | 1 de Abril de 1980    |
| Gerador 01G6 | 3 de Novembro de 1979 |

- Gerador

| Tipo                               | Síncrono Vertical  |
| Quantidade                         | 6                  |
| Fabricante                         | Electrosila        |
| Potência instalada de cada unidade | 175.050 kW         |
| Classe de isolamento rotor         | F                  |
| Classe de Isolamento do estator    | F                  |
| Corrente nominal                   | 1.620 A            |
| Freqüência                         | 60 Hz              |
| Tensão entre fases                 | 13.800 V           |
| Velocidade nominal                 | 75 rpm             |
| Velocidade de disparo              | 180 rpm            |
| Ligação                            | Estrela (aterrada) |
| Fator de potência                  | 0,9                |

- Turbina

| Tipo                    | Kaplan                                 |
| Quantidade              | 6                                      |
| Fabricante              | Leningradsky Metallichesky Zavod (LMZ) |
| Velocidade nominal      | 75 rpm                                 |
| Velocidade de disparo   | 180 rpm                                |
| Engolimento             | 710 m³/s                               |
| Potência nominal        | 178.000 kW                             |
| Altura de queda nominal | 27,2 m                                 |
| Diâmetro do rotor       | 9,5 m                                  |

- Reservatório

| Área de reservatório na cota 392,50 m | 4.214 km²   |
| Volume total do reservatório          | 34.116 Hm 3 |
| Volume útil do reservatório           | 28.669 Hm 3 |
| Vazão regularizada                    | 2.060 m³/s  |
| Nível máximo maximorum                | 393,50 m    |
| Nível máximo operativo normal         | 392,50 m    |
| Nível mínimo operativo normal         | 380,50 m    |